# Louis Placide Canonge
Louis Placide Canonge (* 1822 in New Orleans, Louisiana; † 1893 ebenda) war ein US-amerikanischer Journalist, Musikkritiker und Schriftsteller.
Canonge war der Sohn eines aus Frankreich stammenden Richters, der in Santo Domingo gelebt hatte, bevor er in die USA kam. Zu seiner Ausbildung wurde er nach Paris geschickt, wo er das Lycée Louis le Grand besuchte.
Während des amerikanischen Bürgerkrieges gab er die Zeitschrift Courrier Louisianais heraus und musste nach der Eroberung von New Orleans wegen seiner Stellungnahmen gegen die Nordstaaten die Stadt verlassen. Nach dem Krieg gründete er die Zeitschrift L’Époque. Nach deren Scheitern wurde er 1882 Mitarbeiter der L’Abeille de la Nouvelle-Orléans, für die er Musik- und Schauspielkritiken verfasste.
Daneben war Canonge ein angesehener Dramatiker. Sein Stück Le comte de Carmagnola wurde nach der Uraufführung 1852 in New Orleans etwa einhundertmal in Paris gespielt. 1860 war er Manager des Orleans Theater, von 1873 bis 1875 des French Opera House. Die Lyrikerin Léona Queyrouze widmete ihm das Gedicht À l’Opèra.

## Werke
- L’Ambassadeur d’Autriche, 1842
- Le Comte de Monte Cristo (nach Alexandre Dumas’ Novelle), 1846
- France et Espagne, 1850
- Le Comte de Carmagnola, 1852